# Marcello Flores
Marcello Flores D'Arcais (Padova, 26 dicembre 1945) è uno storico italiano, noto studioso di genocidi.

## Biografia
Storico, autore di apprezzate pubblicazioni, si è occupato principalmente della storia del comunismo, del XX secolo, del genocidio degli Armeni durante la prima guerra mondiale, dei diritti umani e delle vittime di guerre. 
Ha fatto parte del comitato scientifico-editoriale per la monumentale "Storia della Shoah. La crisi dell'Europa, lo sterminio degli ebrei e la memoria del XX secolo"; ha partecipato a diversi programmi televisivi divulgativi sul tema (ad esempio, Il tempo e la storia, Eco della Storia). Fa parte del comitato scientifico per la pubblicazione dei documenti diplomatici italiani sull'Armenia.
Dal 1992 al 1994 fu addetto culturale presso l'ambasciata Italiana a Varsavia. Ha collaborato con diverse riviste (ne ha anche diretta una, I viaggi di Erodoto) e case editrici.
Professore presso l'Università degli Studi di Siena e direttore del Master europeo in "Human Rights and Genocide Studies", è stato anche Assessore alla Cultura presso il Comune di Siena (2006-2011) che in questa veste non fu scevro da polemiche per aver tolto i finanziamenti ai festival di cinema senesi e per aver speso cifre esorbitanti per il capodanno, come quello con Laura Pausini per ben 400 000 euro.

## Opere
- L'immagine dell'Urss. L'Occidente e la Russia di Stalin, Collana La Cultura, Milano, Il Saggiatore, 1990, ISBN 978-88-043-3035-6.
- M. Flores-Nicola Gallerano, Sul PCI. Un'interpretazione storica, Bologna, Il Mulino, 1992, ISBN 978-88-150-3688-9.
- L'età del sospetto. I processi politici della guerra fredda, Collana Biblioteca storica, Bologna, Il Mulino, 1995, ISBN 978-88-150-5150-9.
- M. Flores-Nicola Gallerano, Introduzione alla storia contemporanea, Collana Strumenti, Bologna, Il Mulino, 1996, ISBN 978-88-424-9405-8.
- 1956, Collana Storia Contemporanea, Bologna, Il Mulino, 1996, ISBN 978-88-150-5623-8.
- In terra non c'è il paradiso. Il racconto del comunismo, Collana I Saggi, Milano, Baldini & Castoldi, 1998, ISBN 978-88-808-9305-9.
- Alberto De Bernardi-M. Flores, Il Sessantotto, Collana Storia contemporanea, Bologna, Il Mulino, 1998, ISBN 978-88-150-6545-2. - Collana Saggi, Il Mulino, 2003.
- Il secolo-mondo. Storia del Novecento, Collana Biblioteca Storica, Bologna, Il Mulino, 2002, ISBN 978-88-150-8762-1.
  - Il secolo-mondo. Storia del Novecento. I. 1900-1945, Collana Storica paperbacks, Il Mulino, 2005.
  - Il secolo-mondo. Storia del Novecento. II. 1945-2000, Collana Storica paperbacks, Il Mulino, 2005.
- Storia illustrata del comunismo, Collana Atlanti illustrati, Firenze, Giunti, 2003, ISBN 978-88-090-2849-4.
- Tutta la violenza di un secolo, Collana Varia, Milano, Feltrinelli, 2005, ISBN 978-88-074-9035-4.
- M. Flores-Flavio Fiorani, Grandi Imperi coloniali, Collana Atlanti illustrati, Firenze, Giunti, 2005, ISBN 978-88-090-3804-2.
- Il genocidio degli armeni, Collana Biblioteca Storica, Bologna, Il Mulino, 2006, ISBN 978-88-151-0488-5.
- 1917. La Rivoluzione, Collana Vele, Torino, Einaudi, 2007, ISBN 978-88-061-8885-6.
- Storia dei diritti umani, Collana Biblioteca Storica, Bologna, Il Mulino, 2008, ISBN 978-88-151-2703-7.
- La fine del comunismo, Collana Sintesi, Milano, Bruno Mondadori, 2011, ISBN 978-88-615-9519-4.
- Traditori. Una storia politica e culturale, Collana Biblioteca Storica, Bologna, Il Mulino, 2015, ISBN 978-88-152-5426-9.
- Il secolo dei tradimenti. Da Mata Hari a Snowden, 1914-2014, Collana Biblioteca Storica, Bologna, Il Mulino, 2017, ISBN 978-88-152-6740-5.
- La forza del mito. La rivoluzione russa e il miraggio del socialismo, Collana Storie, Milano, Feltrinelli, 2017, ISBN 978-88-071-1147-1.
- L'immagine della Russia sovietica. L'Occidente e l'URSS di Lenin e Stalin (1917-1956), Collana Sulle orme della storia, goWare, 2017, ISBN 978-88-679-7884-7.
- M. Flores, Luciano Canfora e Diego Fusaro, Processo alla Rivoluzione Russa, Il Ponte Vecchio, 2018, ISBN 978-88-654-1773-7.
- M. Flores e Giovanni Gozzini, 1968. Un anno spartiacque, Collana Biblioteca Storica, Bologna, Il Mulino, 2018, ISBN 978-88-152-7800-5.
- M. Flores e Mimmo Franzinelli, Storia della Resistenza, Collana Cultura storica, Roma-Bari, Laterza, 2019, ISBN 978-88-581-3363-7.
- M. Flores e Giovanni Gozzini, Il vento della rivoluzione. La nascita del Partito comunista italiano, Roma-Bari, Laterza, 2021, ISBN 978-88-581-4305-6.
- M. Flores-Mimmo Franzinelli, Conflitto tra poteri. Magistratura, politica e processi nell’Italia repubblicana, Collana La Cultura, Milano, Il Saggiatore, 2024, ISBN 978-88-428-3418-2.

### Curatele
- Verità senza vendetta. Materiali della Commissione sudafricana per la verità e la riconciliazione, Collana Tempo e democrazia, Roma, Manifestolibri, 1999, ISBN 978-88-728-5174-6.
- Claudio Marra, Fotografia e pittura nel Novecento, Collana Sintesi, Milano, Bruno Mondadori, 1999, ISBN 978-88-424-9368-6.
- Gulag. Il sistema dei lager in URSS. Catalogo della Mostra (Milano, dicembre 1999 - gennaio 2000). Edizione illustrata, Milano, Mazzotta, 2000, ISBN 978-88-202-1368-8.
- AA.VV., Storia, verità, giustizia. I crimini del XX secolo, Collana Sintesi, Milano, Bruno Mondadori, 2001, ISBN 978-88-424-9725-7.
- AA.VV., Nazismo, fascismo, comunismo. Totalitarismi a confronto, Collana Testi e pretesti, Milano, Bruno Mondadori, 2002, ISBN 978-88-424-9468-3.
- AA.VV., Storia della Shoah. La crisi dell'Europa, lo sterminio degli ebrei e la memoria del XX secolo, 5 voll., a cura di Marina Cattaruzza, M. Flores, Simon Levis Sullam, Torino, UTET, 2005, ISBN 978-00-683-2012-8.
- Stupri di guerra. La violenza di massa contro le donne nel Novecento, Collana La società, Milano, Franco Angeli, 2010, ISBN 978-88-568-1616-7.
- AA.VV., '900, la Stagione dei Diritti. Quando la piazza faceva la storia, Collana Ricerche, Milano, Fondazione Giangiacomo Feltrinelli, 2018, ISBN 978-88-683-5328-5.
- AA.VV., La Resistenza in Italia. Storia, memoria, storiografia, a cura di Mirco Carrattieri e M. Flores, Collana Sulle orme della storia, goWare, 2018, ISBN 978-88-679-7956-1.
- Mestiere di storico e impegno civile. Claudio Pavone e la storia contemporanea in Italia, Roma, Viella, 2019, ISBN 978-88-331-3164-1.
- AA.VV., Piazza Tienanmen. 4 giugno 1989. I fatti, i protagonisti, la memoria, Milano, Corriere della Sera, 2019.